# 陶斯特
陶斯特（西班牙語：Tauste），是西班牙阿拉贡自治区萨拉戈萨省的一个市镇。 总面积405平方公里，总人口7043人（2001年），人口密度17人/平方公里。

## 友好城市
- 法國 埃斯帕利永